# Jean Verdun
Pour les articles homonymes, voir Verdun (homonymie).
Jean Verdun, né le 21 mars 1931 à Marcq-en-Barœul et mort le 21 octobre 2021 à Neuilly-sur-Seine , est un écrivain français.

## Biographie

### Parcours maçonnique
Il est l’auteur de romans, de pièces de théâtre et d’ouvrages sur la franc-maçonnerie française. Entre 1985 et 1988, il est élu grand maître de la Grande Loge de France. En 1997, il quitte cette obédience pour le Grand Orient de France,. En 2019, il réintègre la Grande Loge de France.

### Famille
Son père, Henri Verdun, magistrat, est assassiné en 1944.
Il est le neveu d’André Diethelm, ministre du général de Gaulle.[source insuffisante]

## Œuvres
Il est l’auteur de divers romans et de La Réalité maçonnique qui a l'ambition de donner une vision ouverte, subjective et sincère de la franc-maçonnerie en France.
- 1956 – Les Jeunes loups (roman), Julliard
- 1959 – L’École de Paris(roman), Julliard
- 1960 – Retournons rue Montorgueil (roman), Julliard
- 1961 – Brumaire (roman historique), Julliard
- 1963 – La Soirée chez Ramon (roman), Julliard
- 1966 – L’Enfant nu (récit autobiographique), Julliard (réédition 1997 par Grancher, et 2011 par Aubéron)
- 1973 – Les Chroniques de l’abbaye (roman), auto-édition (ré-édité en 1993 par Le Rocher)
- 1973 – Mille Matins d’été (roman), Robert Laffont
- 1974 – L’Amour de loin (roman), Robert Laffont
- 1980 – Le Carnaval du Père-Lachaise (roman), Flammarion
- 1982 – La Réalité maçonnique (essai), Flammarion (plusieurs rééditions : en 2002 par Flammarion, en 2006 par les Éditions Luc Pire, en 2011 par La Renaissance du livre, Bruxelles)
- 1991 – Carnets d’un Grand Maître (carnets des années 1984–1988), Le Rocher
- 1996 – Le Franc-Maçon récalcitrant (essai), Le Rocher
- 1999 – L’Alibi d’amour (théâtre), Les Quatre Vents
- 2000 – Retour au bercail (théâtre), Detrad
- 2001 – La Nouvelle Réalité maçonnique (essai), Albin Michel
- 2001 – L’Empereur de rien (théâtre), Detrad
- 2001 – Mieux que nos pères ou Tibi (théâtre ; en version anglaise, Tibi’s Law), Detrad
- 2002 – L’Architecte (théâtre), Detrad
- 2002 – Royal Au-delà (théâtre), Detrad
- 2002 – Lumière sur la franc-maçonnerie universelle (essai), Detrad
- 2003 – À l’abbaye (théâtre), Detrad, version théâtrale des  Chroniques de l’abbaye
- 2003 – Bébé-Fleur (théâtre), Detrad
- 2004 – La Jeune Fille honteuse (théâtre), Detrad
- 2005 - Grand Jour d’espoir au cap Misène (théâtre), Detrad
- 2009 -  Sainte-Victoire, magique montagne, en collaboration avec Laurencine Lot, photographe, Aubéron
- 2013 - Rhapsodie en bleu, Voyage initiatique autour des loges bleues, Dervy
- 2015 - La franc-maçonne du Luberon (roman), Editions retrouvées
- 2017 - La Réalité maçonnique, suivie de Carrefours initiatiques, débat entre l'auteur, Françoise Barret-Ducrocq et René Rampnoux, Renaissance du livre
- 2017 - La Réalité maçonnique, A vue d'œil (édition en corps 16 pour redonner le plaisir de lire à celles et ceux qui souffrent de malvoyance)
- 2018 -  Le Cercle des Subtils (roman), Tohu-Bohu Editions
- 2020 -  Dernières Nouvelles d'Elles (roman), Detrad